# Jouvençon
Jouvençon ist eine französische Gemeinde im Département Saône-et-Loire in der Region Bourgogne-Franche-Comté. Sie gehört zum Arrondissement Louhans und zum Kanton Cuiseaux. Die Gemeinde hat 454 Einwohner (Stand 1. Januar 2022), sie werden Jouvençonnais, resp. Jouvençonnaises genannt.

## Geografie

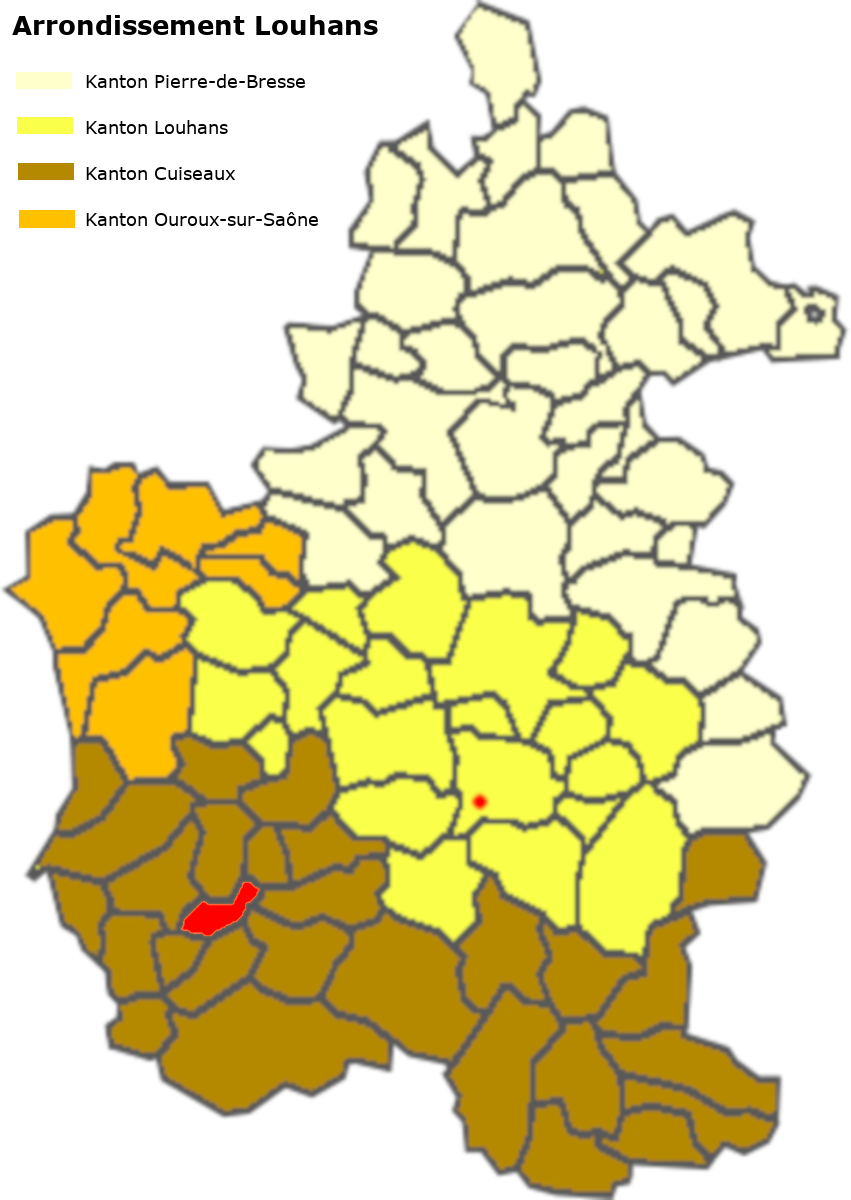
Lage der Gemeinde im Arrondissement Louhans

Die Gemeinde liegt in der Landschaft Bresse, im Südwesten des Arrondissement Louhans. Die nördliche und westliche Gemeindegrenze bildet die Seille, ein kurzes Stück der östlichen Gemeindegrenze die Sâne, die auf dem Gemeindegebiet von La Genête und Brienne weiter nach Westen verläuft. Durch die Gemeinde verläuft die Departementsstraße D971 (Cuisery–Rancy) in Südwest-Nordost-Richtung. Die Gemeinde weist nördlich der Siedlungsgebiete einige Waldgebiete auf, von den bewaldeten Stellen bis zur Seille finden sich keine Siedlungen oder Gebäude, da es sich um Überschwemmungsgebiete handelt. Zur Gemeinde gehören die folgenden Weiler und Fluren: Bief-de-Four, la Bonde, les Caravattes, les Genetières, Grande-Rippe, Layer, les Platières, Port-de-Jouvençon, les Volatiers.

### Klima
Das Klima in Jouvençon ist warm und gemäßigt. Es gibt das ganze Jahr über deutliche Niederschläge, selbst der trockenste Monat weist noch hohe Niederschlagsmengen auf. Die Klassifikation des Klimas nach Köppen und Geiger ist Cfb ((Gemäßigtes) Ozeanklima). Die Temperatur liegt im Jahresdurchschnitt bei 12,1 °C. Der wärmste Monat ist der Juli mit einer Durchschnittstemperatur von 21,2 °C, der kälteste der Januar mit 3,4 °C. Über ein Jahr verteilt summieren sich die Niederschläge auf 1121 mm, dabei ist der November mit 118 mm der niederschlagsreichste, während Juli als trockenster Monat 82 mm aufweist. Über das ganze Jahr werden etwa 2754 Sonnenstunden gezählt.
|                        | Jan | Feb | Mär  | Apr  | Mai  | Jun  | Jul  | Aug  | Sep  | Okt  | Nov  | Dez |   |      |
| Mittl. Temperatur (°C) | 3,4 | 4,1 | 7,6  | 11,3 | 15,1 | 19,3 | 21,2 | 20,8 | 17,1 | 13,0 | 7,5  | 4,2 | ⌀ | 12,1 |
| Mittl. Tagesmax. (°C)  | 6,4 | 7,8 | 12,1 | 15,8 | 19,5 | 24,0 | 25,9 | 25,6 | 21,6 | 17,0 | 10,6 | 7,0 | ⌀ | 16,2 |
| Mittl. Tagesmin. (°C)  | 0,8 | 0,7 | 3,4  | 6,5  | 10,4 | 14,3 | 16,4 | 16,1 | 12,9 | 9,4  | 4,6  | 1,7 | ⌀ | 8,1  |
|                        |     |     |      |      |      |      |      |      |      |      |      |     |   |      |
| Niederschlag (mm)      | 94  | 79  | 77   | 93   | 99   | 83   | 82   | 88   | 99   | 109  | 118  | 100 | Σ | 1121 |

| 0,8 |

| 0,7 |

| 3,4 |

| 6,5 |

| 10,4 |

| 14,3 |

| 16,4 |

| 16,1 |

| 12,9 |

| 9,4 |

| 4,6 |

| 1,7 |

| 0,8 |

| 0,7 |

| 3,4 |

| 6,5 |

| 10,4 |

| 14,3 |

| 16,4 |

| 16,1 |

| 12,9 |

| 9,4 |

| 4,6 |

| 1,7 |

## Toponymie
Die erste Erwähnung geht zurück auf das Jahr 981, in dem Capella Sancti-Mauricii in villa Gevencion erwähnt wurde. Man geht davon aus, dass das Gebiet bereits in gallo-römischer Zeit besiedelt war und einem Gevencius gehörte. Diese frühe Besiedlung wird durch archäologische Funde bestätigt, 1978 wurden Reste eines Hauses aus dem 3. Jahrhundert gefunden, dessen Grundriss zwei auf fünf Meter betrug.

## Geschichte
Reste einer römischen Siedlung wurden bei les Pérouses gefunden, die Sankt-Mauritius-Kapelle wird beschrieben als bei einer Motte liegend, in einer Schleife der Seille. 981 vermachte Henri, Herzog von Burgund die Kirche von Huilly dem Kloster Tournus, behielt sich aber die Nutzniessung vor. Er erhielt dafür die Kapelle von Jouvençon, die sich bei seinem Schloss, aber auf der gegenüberliegenden Seite der Seille befand. Im 15. Jahrhundert wurde das Schloss zerstört und die Bewohner von Jouvençon bemächtigten sich wieder der Kapelle, die zur Dorfkirche wurde, jedoch lediglich als Filialkirche von Brienne. 1755 fand eine Auseinandersetzung statt, die Kirche war eingestürzt und die Kosten für den Wiederaufbau beliefen sich auf 2222 Livres. Die Bewohner von Layer sollten 613 Livres bezahlen, wollten jedoch nur 520 Livres beitragen. 1838 befürchtete der Conseil municipal, dass die Kirche wegen Bodenbewegungen erneut einstürze. Zudem war sie zu klein geworden und man erwarb ein Grundstück im Dorfzentrum und errichtete eine neue Kirche mit Pfarrhaus. Für die neue Kirche verwendete man Material von der alten Kapelle, von der lediglich noch der Chor bestehen blieb, und die zu einem kleinen Wallfahrtsort wurde. Der Lehrer berichtete Ende des 19. Jahrhunderts, es bestünden immer noch alte Bräuche, wie das Rattenfest zwischen Weihnachten und Neujahr, oder das Feuerfest am 5. Februar. An diesem Tag werde ein gesegneter Buchsbaumzweig im Waschtrog verbrannt, um das Haus gegen Feuer zu schützen. 1988 bestanden noch 11 Landwirtschaftsbetriebe.

### Die Herren von Jouvençon
Jouvençon war ursprünglich zum Teil ein Anhängsel von Brienne, zum anderen war es Teil der Herrschaft und später der Baronie von Loisy. Ein weiterer Bereich gehörte zur Baronie von Villeneuve.

## Bevölkerung
| Jouvençon: Einwohnerzahlen von 1793 bis 2020 | Jouvençon: Einwohnerzahlen von 1793 bis 2020 | Jouvençon: Einwohnerzahlen von 1793 bis 2020 | Jouvençon: Einwohnerzahlen von 1793 bis 2020 | Jouvençon: Einwohnerzahlen von 1793 bis 2020 |
| --- | -------------------------------------------- | -------------------------------------------- | -------------------------------------------- | -------------------------------------------- |
| Jahr |                                              |                                              |                                              | Einwohner                                    |
| 1793 | 1793                                         |                                              | 550                                          | 550                                          |
| 1800 | 1800                                         |                                              | 617                                          | 617                                          |
| 1806 | 1806                                         |                                              | 554                                          | 554                                          |
| 1821 | 1821                                         |                                              | 538                                          | 538                                          |
| 1831 | 1831                                         |                                              | 585                                          | 585                                          |
| 1836 | 1836                                         |                                              | 670                                          | 670                                          |
| 1841 | 1841                                         |                                              | 673                                          | 673                                          |
| 1846 | 1846                                         |                                              | 668                                          | 668                                          |
| 1851 | 1851                                         |                                              | 658                                          | 658                                          |
| 1856 | 1856                                         |                                              | 670                                          | 670                                          |
| 1861 | 1861                                         |                                              | 669                                          | 669                                          |
| 1866 | 1866                                         |                                              | 687                                          | 687                                          |
| 1872 | 1872                                         |                                              | 694                                          | 694                                          |
| 1876 | 1876                                         |                                              | 703                                          | 703                                          |
| 1881 | 1881                                         |                                              | 681                                          | 681                                          |
| 1886 | 1886                                         |                                              | 702                                          | 702                                          |
| 1891 | 1891                                         |                                              | 706                                          | 706                                          |
| 1896 | 1896                                         |                                              | 693                                          | 693                                          |
| 1901 | 1901                                         |                                              | 671                                          | 671                                          |
| 1906 | 1906                                         |                                              | 690                                          | 690                                          |
| 1911 | 1911                                         |                                              | 715                                          | 715                                          |
| 1921 | 1921                                         |                                              | 662                                          | 662                                          |
| 1926 | 1926                                         |                                              | 613                                          | 613                                          |
| 1931 | 1931                                         |                                              | 539                                          | 539                                          |
| 1936 | 1936                                         |                                              | 524                                          | 524                                          |
| 1946 | 1946                                         |                                              | 486                                          | 486                                          |
| 1954 | 1954                                         |                                              | 454                                          | 454                                          |
| 1962 | 1962                                         |                                              | 393                                          | 393                                          |
| 1968 | 1968                                         |                                              | 374                                          | 374                                          |
| 1975 | 1975                                         |                                              | 383                                          | 383                                          |
| 1982 | 1982                                         |                                              | 400                                          | 400                                          |
| 1990 | 1990                                         |                                              | 401                                          | 401                                          |
| 1999 | 1999                                         |                                              | 409                                          | 409                                          |
| 2009 | 2009                                         |                                              | 420                                          | 420                                          |
| 2014 | 2014                                         |                                              | 422                                          | 422                                          |
| 2020 | 2020                                         |                                              | 444                                          | 444                                          |
| Quelle(n): EHESS/Cassini bis 2006, ab 2009 INSEE Anmerkung(en): • Ab 1962 offizielle Zahlen ohne Einwohner mit Zweitwohnsitz • Höchste Einwohnerzahl 1911 mit 715, tiefste Einwohnerzahl 1968 mit 374 (52,3 % vom Maximum) |                                              |                                              |                                              |                                              |

| Bevölkerungsstruktur | Anzahl Einwohner | männlich | weiblich | davon Ausländer | Anteil % |
| -------------------- | ---------------- | -------- | -------- | --------------- | -------- |
|                      | 446              | 224      | 222      | 1               | 1,8      |

| Männer | Alterstufe | Frauen |
| ------ | ---------- | ------ |
| 3      | 90 + älter | 4      |
| 17     | 75–89      | 18     |
| 44     | 60–74      | 43     |
| 55     | 45–59      | 55     |
| 39     | 30–44      | 35     |
| 24     | 15–29      | 32     |
| 42     | 0–14       | 34     |

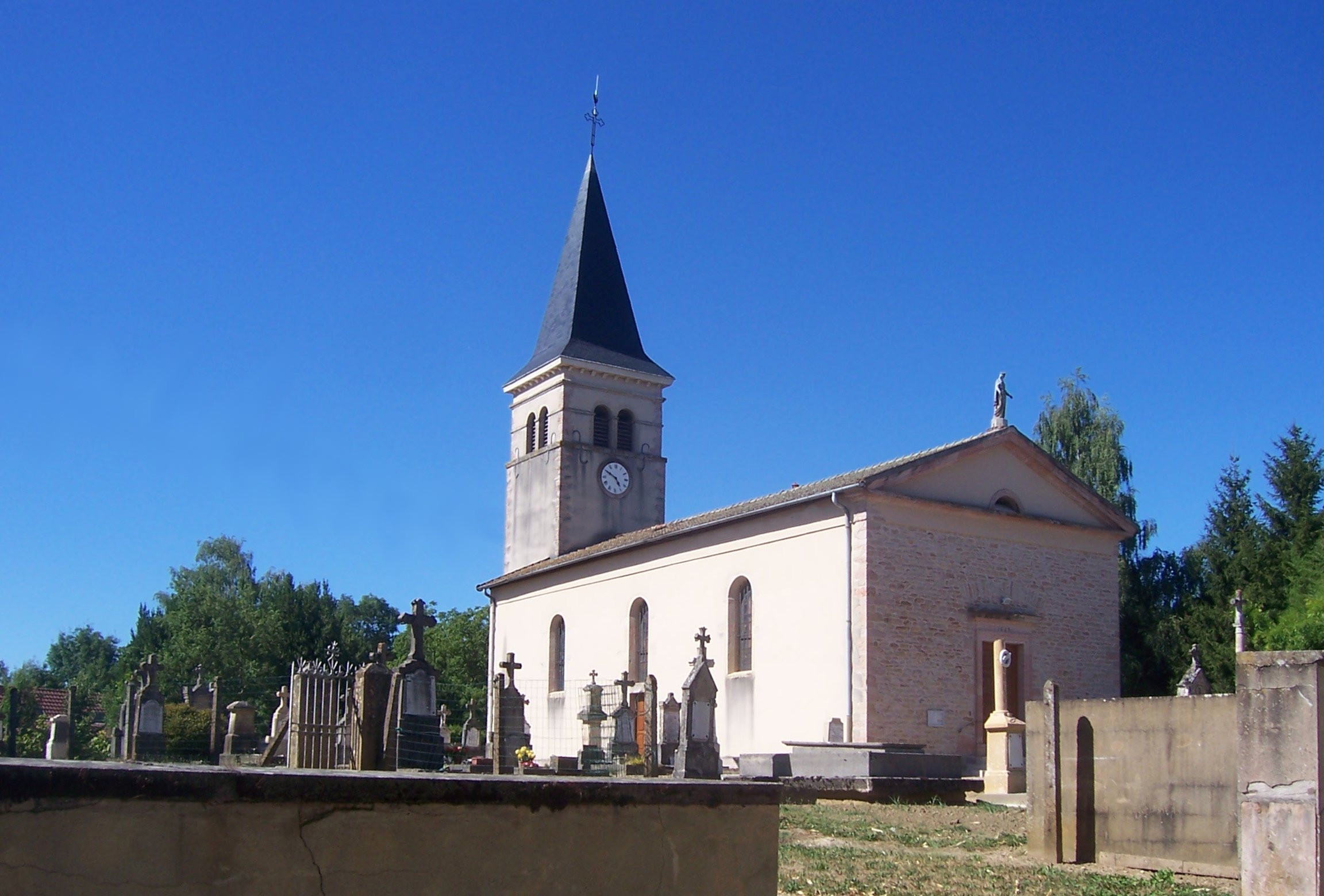
Kirche Saint-Maurice in Jouvençon

Die Bevölkerungsstruktur zwischen Männern und Frauen ist ausgeglichen, wobei 46 % der Bevölkerung jünger als 45 Jahre sind. Demgegenüber sind 29 % der Einwohner älter als 60 Jahre und damit im Rentenalter.
| Wohnstruktur               | Anzahl Wohneinheiten | davon Häuser | Wohnungen |
| -------------------------- | -------------------- | ------------ | --------- |
|                            | 256                  | 253          | 3         |
| davon Hauptwohnsitz        | 195                  |              |           |
| Zweit- oder Ferienwohnsitz | 31                   |              |           |
| vakant                     | 17                   |              |           |

## Wirtschaft und Infrastruktur

### Unternehmen, Betriebe, Ladengeschäfte und Einrichtungen
In der Gemeinde befinden sich nebst Mairie und Kirche folgende Unternehmen nach Branchen:
| Branche                                                           | Anzahl Betriebe |
| ----------------------------------------------------------------- | --------------- |
| Industrie und verarbeitendes Gewerbe                              | 2               |
| Baugewerbe                                                        | 3               |
| Groß- und Einzelhandel, Verkehr, Beherbergung und Gastronomie     | 9               |
| Information und Kommunikation                                     |                 |
| Finanz- und Versicherungsdienstleistungen                         | 1               |
| Grundstücks- und Wohnungswesen                                    |                 |
| Freiberufliche, wissenschaftliche und technische Dienstleistungen | 2               |
| Öffentliche Verwaltung, Unterricht, Gesundheits- und Sozialwesen  |                 |
| Sonstige Dienstleistungen                                         |                 |
| Land- und Forstwirtschaftsbetriebe                                | 4               |

In der Gemeinde befinden sich ein Schönheitssalon, ein Bauunternehmen und ein Maler/Gipser, ferner ein Tennis-, ein Fußballplatz, eine Turn- und Sporthalle, eine Mehrzweckhalle, ein Restaurant und zwei Gîtes. Für die Güter des täglichen Bedarfs versorgen sich die Einwohner in Cuisery oder Tournus.

### Geschützte Produkte in der Gemeinde
Als AOC-Produkte sind in Jouvençon Crème et beurre de Bresse zugelassen, ferner Volaille de Bresse und Dinde de Bresse.

### Bildungseinrichtungen
In der Gemeinde besteht eine École maternelle, die der Académie de Dijon untersteht und von 60 Schülern besucht wird. Für die Schule gilt der Ferienplan der Zone A.